# Джон Бромич
Джон Едуард Бромич (на английски: John Edward Bromwich) е австралийски тенисист. 

## Биография
Джон Едуард Бромич е роден на 14 ноември 1918 г. в Сидни, Нов Южен Уелс, Австралия.

## Кариера
Джон Бромич печели два пъти титлата на австралийското първенство на сингъл, през 1939 г. и през 1946 г. Той е класиран, като номер 3 в света от А. Уолис Майерс през 1938 г. и отново през 1947 г. от Хари Хопман.
Джон Бромуич е известен повече, като играч на двойки. Той печели 13 титли на двойки мъже и 4 титли на смесени двойки в турнири от Големия шлем.
На финала за Купа Дейвис през 1939 г., точно когато започва Втората световна война, Бромич побеждава американеца Франк Паркър в два сета, и печели Купата за Австралия. Австралия изостава с 0–2 след първия ден, но накрая печели с 3–2. Това остава единственият път в историята на Купа Дейвис, когато отборът победител е спечелил финала след изоставане с 0–2.
Джон Бромич е въведен в Международната зала на славата на тениса в Нюпорт, Роуд Айлънд през 1984 г. Той получава посмъртно награда за ангажираност за Купа Дейвис през 2017 г., която е връчена на съпругата му от ITF и Тенис Австралия.

## Кариерна статистика

#### Титли на сингъл отГолям шлем(2)
| година | турнир       | съперник      | резултат                          |
| ------ | ------------ | ------------- | --------------------------------- |
| 1939   | ОП Австралия | Ейдриън Куист | 6 – 4, 6 – 1, 6 – 3               |
| 1946   | ОП Австралия | Дини Пейлс    | 5 – 7, 6 – 3, 7 – 5, 3 – 6, 6 – 2 |

#### Финали на сингъл отГолям шлем(6)
| година | турнир       | съперник       | резултат                          |
| ------ | ------------ | -------------- | --------------------------------- |
| 1937   | ОП Австралия | Вивиан Макграт | 3 – 6, 6 – 1, 0 – 6, 6 – 2, 1 – 6 |
| 1938   | ОП Австралия | Дон Бъдж       | 4 – 6, 2 – 6, 1 – 6               |
| 1947   | ОП Австралия | Дини Пейлс     | 6 – 4, 4 – 6, 6 – 3, 5 – 7, 6 – 8 |
| 1948   | ОП Австралия | Ейдриън Куист  | 4 – 6, 6 – 3, 3 – 6, 6 – 2, 3 – 6 |
| 1948   | Уимбълдън    | Боб Фалкенбург | 5 – 7, 6 – 0, 2 – 6, 6 – 3, 5 – 7 |
| 1949   | ОП Австралия | Франк Седжман  | 3 – 6, 2 – 6, 2 – 6               |